# NGC 7345
NGC 7345 este o galaxie spirală situată în constelația Pegas. A fost descoperită în 11 septembrie 1872 de către Édouard Stephan⁠(d). Se află la o distanță de 127,81 de megaparseci de Pământ.